# Dawn Black
Pour les articles homonymes, voir Black.
Dawn Whitty Black (née le 1er avril 1943 à Vancouver) est une personnalité politique canadienne de Colombie-Britannique. Elle a été députée néo-démocrate de la circonscription de New Westminster—Burnaby de 1988 à 1993 et de celle de New Westminster—Coquitlam de 2006 à 2009 à la Chambre des communes du Canada. Elle a été députée de New Westminster à l'Assemblée législative de la Colombie-Britannique de 2009 à 2013.

## Biographie
Dawn Black est élue députée de la circonscription de New Westminster—Burnaby lors de l'élection fédérale canadienne du 21 novembre 1988 en tant que candidate du Nouveau Parti démocratique. En 1993, elle est défaite par le candidat du Parti réformiste Paul Forseth (en). En 1997, elle est défaite encore une fois. Elle est élue lors de l'élection générale du 23 janvier 2006 dans la circonscription de New Westminster—Coquitlam et réélue lors de l'élection générale du 14 octobre 2008. Le 13 avril 2009, elle démissionne comme députée à la Chambre des communes afin de se présenter comme candidate à l'élection législative provinciale de Colombie-Britannique.
Lors de l'élection générale britanno-colombienne du 12 mai 2009, elle est élue députée de la circonscription de New Westminster à l'Assemblée législative de la Colombie-Britannique sous la bannière provinciale du Nouveau Parti démocratique de la Colombie-Britannique.  Elle agit comme chef par intérim de ce parti du 19 janvier au 17 avril 2011. Elle ne s'est pas présentée à l'élection générale du 13 mai 2013.

## Archives
Il y a un fonds Dawn Black à Bibliothèque et Archives Canada. Le numéro de référence archivistique est R11547.